# 荒川利夫
荒川 利夫（あらかわ としお、1936年 -2023年 ）は、日本の作詞家。東京都豊島区池袋出身。

## 略歴
昭和11年、寿司屋の長男として、東京・池袋に生まれる。
10代の頃から美空ひばりに憧れ、自分も歌手になりたいと、歌手の花村菊江等と共にレッスンを受けていたが、三橋美智也の歌に出会って挫折。1955年、ならば美空ひばりに歌ってもらう詩を書こうと作詞家の松井由利夫に師事。石本美由起主宰の同人誌『新歌謡界』を紹介され、本格的に作詞家を目指す。
1958年6月にある同人誌に載せた「2番テーブルの女」が船村徹の目に留まり、日本コロムビアの制作室に呼び出され、何回も書き直しをするもダメで、他に原稿は持ってきてないのか？の問いに、持参していた『暫くでした東京さん』（曲：船村徹、唄：青木光一、コロムビア）でOKが出て作詞家デビュー。
その後、数々の作品を残したが、荒川利夫の書いた詩がB面に使われるとA面の曲がヒットすると言われ、業界では「裏持ち詩人」との異名があった。また、自ら唄う持ち歌があり、審査員で訪れた会場で披露するなどの度胸も持ち合わせていた。
1989年頃、新宿コマ劇場で行われた『八代亜紀公演』では2年連続で主題挿入歌を担当した。会場の後ろの方で聞いていた荒川利夫は、自分の歌をバックに八代亜紀が決め台詞を決めたときは「鳥肌がたった、作詞家冥利につきる」と感動していた。また、美空ひばりが、アルバムの中で「夫婦舟」を歌ってくれたことで、夢が叶ったと喜んでいた。
2012年には作家生活55周年を迎えた。
2023年1月23日に肺炎のため87歳で死去。

## 主な作品
- 五木ひろし『港 別れ風』
- 春日八郎『椿の波止場/夜はギターのふるさとだ』
- 金田たつえ『娘の金屏風』
- 小林旭『炭鉱もぐら』
- 箱崎晋一郎『熱海の夜』『抱擁』
- 三笠優子『夫婦舟』『夫婦川』『人生』
- 三船和子『午前さま』
- 村田英雄『駒師一代』
- 美咲じゅん子『酒場川』『北のエアポート』『白い雨』 『成田エアポート』
- 森若里子『浮草情話』
- 藤あや子『おんな』『雨夜酒』
- 坂本冬美『風鈴』
- 野路由紀子『ネオン蝶々の子守唄』
- 八代亜紀『夢待草』
- 北山始 『これであばよさ・・・』